# やまだともこ
やまだ ともこ（本名:山田知子）は、日本の児童文学作家。

## 来歴
宮城県在住。子育てが一段落したのをきっかけに、自分の子どもに聞かせるためにお話を作りはじめる。『僕と自動はんばいき』で読売新聞社主催創作童話コンテスト優秀賞受賞。

## 主な著作

### 児童書(童話)
- 『まほうのじどうはんばいき』 絵／いとうみき（2008年11月、金の星社、ISBN 978-4323071459）
- 『空とぶペンギン』 絵／いとうみき（2011年11月、金の星社、ISBN 978-4323071909）
- 『かえってきた まほうのじどうはんばいき』 絵／いとうみき（2013年9月、金の星社、ISBN 978-4323072760）
- 『らくだいおばけがやってきた』 絵／いとうみき（2014年11月、金の星社、ISBN 978-4323073088）